# Клан Грехем

Гребінь клану Грехем.

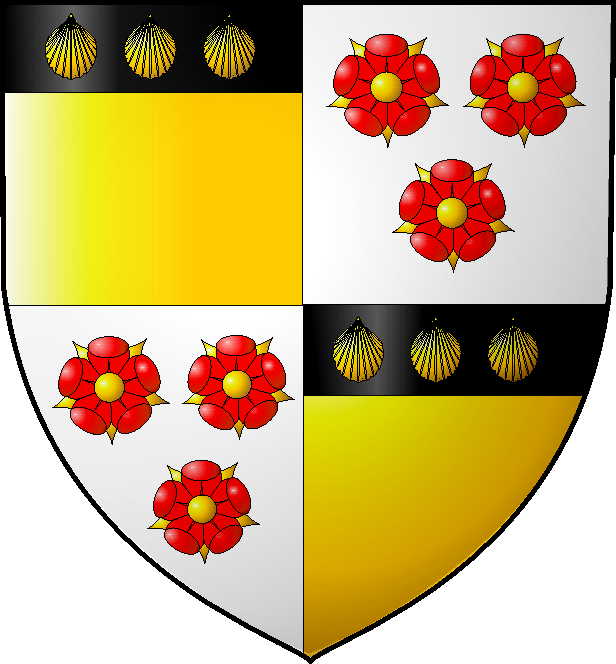
Герб вождів клану Грехем.

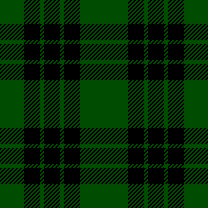
Тартан клану Грехем.

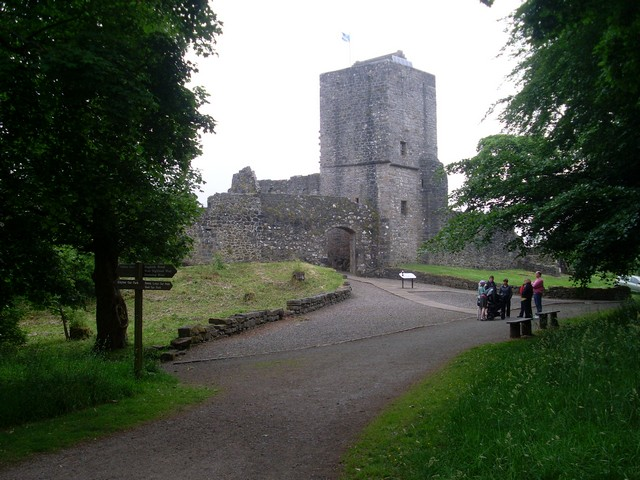
Замок Мугдок.

Клан Грехем (шотл. — Clan Graham, гельск. — Clann Greumach) — клан Гревмах, клан Грем — один з кланів Шотландії. Володів землями як в рівнинній Шотландії — Лоуленді, так і в гірській Шотландії — Гайленді.
Гасло клану: Ne oublie - Не забувайте! (фр.)
Землі клану: Лох-Катрін, Пертшир, Данді, Монтроз
Символ клану: гілка лавру
Гімн клану: Кіллікранкі (гельск. - Killiecrankie)
Резиденція вождя клану: Замок Буханан (гельск. - Buchanan Castle)
Історична резиденція вождя клану: Замок Магдок (гельск. - Mugdock Castle)

## Історія клану Грехем

### Походження клану Грехем
Є історична легенда, що засновником клану Грехем (Гревмах) був Греме - вождь одного з племен піктів, хто штурмував вал Антоніна в часи Римської імперії і розбив римські легіони в Шотландії. Проте історики сприймають це як легенду. Імовірно, що засновник клану Грехем і перший вождь клану Грехем був англо-норманського походження. Про це свідчать історичні документи XI століття з Англії. Володіння Грехам (сакс. - Gregham) відома в часи Вільгельма Завойовника, зокрема, запис про цю садибу в «Книзі Страшного Суду» - першій спробі перепису населення в Англії з метою оподаткування. Коли король Шотландії Давид І отримавши трон Шотландії їхав в Шотландію, то один з лицарів, які його супроводжували був лицар Грагам (сакс. - Graham). Сер Вільям де Грагам був одним із тих, хто заснував абатство Холіруд, що вказується в королівській грамоті щодо цього абатства.
Першими землями, якими володіли клан Грехем та його вождь були землі Далкейт в Мідлотіані. Сер Ніколас де Грехем брав участь у засіданні парламенту Шотландії, на якому була підписана Біргамська угода.

### XIV століття - війна за незалежність Шотландії
Під час війни за незалежність Шотландії клан Грехем був в перших лавах борців за свободу Шотландії. Клан Грехем брав участь в битві під Данбар у 1296 році. Під час цієї битви сер Патрік Грехем Кінкардін (гельск. - Sir Patrick Graham Kincardine) був єдиною людиною з усіх шотландців, хто не відступив, а продовжував битися і стояти на смерть.
Сер Джон де Грехем був другом, союзником і послідовником Вільяма Воллеса - борця за свободу Шотландії. Сер Джон де Грехем був героєм і тією людиною, що врятувала Вільяма Воллеса в Квінсбарі (шотл. - Queensbury). Сер Джон де Грехем був правою рукою Вільяма Воллеса і для Воллеса було великою втратою, коли Джон Грехем був вбитий в 1298 році в битві під Фолкерк. Ім’я сера Джона де Грехема лишилося в назві землі Грехемстон. Могила сера Джона де Грехема збереглася до наших днів в Фалкірку. Великий дворучний меч сера Джона де Грехема зберігається в замку Буханан, що належить герцогу Монтроз. Ще багато реліквій сера Джона де Грехема зберігаються Вільною масонською ложею Авхтерардер.
Клан Грехем брав участь у битві проти англійців під Даргем у 1346 році під прапорами короля Шотландії Давида II. Клан Грехем придбав землі Магдок на північ від Глазго, де клан збудував міцний замок у 1370 році.
Історик Джон Стюарт писав, що «більшість гордих шотландських кланів мали одного великого героя. Клан Грехем мав трьох великих героїв.» Мається на увазі сер Джон де Грехем, маркіз Монтроз, віконт Данді. Крім того Джон Стюарт писав: «Перші вожді клану Грехем були дуже талановитими людьми. В епоху, коли репутація багатьох державних діячів, багатьох вождів шотландських кланів була затьмарена насильством, вбивствами. чорною зрадою. На цьому фоні вожді клану Грехем виділяються чесністю, вірністю, правдивістю. Їх історія не є історією приходу до влади внаслідок королівської милості, а є історією зростання завдяки їх гідності та талантів, що переходили від одного покоління до іншого.»

### XV - XVI століття - війни кланів
Клан Грехем брав участь у битві під Савхібурн на чолі з III лордом Грехем. Битва відбулась 11 червня 1488 року на берегах струмка Савхі-Бурн, що приблизно у двох милях на південь від Стерлінга, Шотландія. У 1504 році лорд Грехем за свою мужність отримав від короля титул графа Монтроз. Він був на чолі шотландського авангарду у битві проти англійців під Флодден у 1513 році. У цій битві він загинув. Клан Грехем брав участь у битві проти англійців під Пінкі Клев у 1547 році, де загинув старший син II графа Монтроз.

### XVII століття - громадянська війна на Британських островах

#### Джеймс Грехем - І маркіз Монтроз
Один із найвідоміших вождів клану Грехем був Джеймс Грехем, маркіз Монтроз - поет і полководець, найвидатніший рояліст свого часу. Він відіграв надзвичайно велику роль у громадянській війні на Британських островах. Він згуртував навколо себе крім свого клану багато інших кланів Шотландії і повів їх на війну за короля Шотландії. Джеймс Грехем - маркіз Монтроз отримав низку блискучих перемог. Зокрема, він переміг у битві під Тіппермуйр. У цій битві його підтримав Аластер МакКолл Кейтах (ірл. - Alaster MacColl Keitach) відомий як Аласдайр МакКолла МакДональд (ірл. - Alasdair MacColla McDonald) і його ірландська армія. Він виграв битву під Абердіном, битву під Інверлохі - 1645 року, битву під Авдерн, битву під Алфорд, битву під Кілсіт. Після декількох років безперервних перемог він був розбитий у битві під Філіфау 13 вересня 1645 року армією Девіда Леслі, лорда Ньюарк. Після цього була відновлена влада Комітету Станів.
Але Джеймс Грехем не склав зброї, продовжив війну. У 1646 році він обложив замок Хенонрі, що належав клану Росс, і контролювався на той момент кланом Маккензі і взяв його штурмом після 14 днів облоги. У березні 1650 року він захопив замок Дунбех (гельск. - Dunbeath) - замок клану Сінклер, клану, що пізніше підтримав його у битві під Карбісдейл. Джеймс Грехем - маркіз Монтроз був розбитий у битві під Карбісдейл кланами Манро, Росс, Сазерленд та полковником Олександром Страханом (гельск. - Alexander Strachan). Його схопили і стратили в Единбурзі у 1650 році.

#### Джон Грехем - віконт Данді
Ще одним героєм громадянської війни був Джон Грехем - віконт Данді, що був відомий як Бонні Данді. Завдяки тому, що він успадкував землі клану Грехем він став найбагатшою людиною Шотландії.
Віконт Данді здивував сучасників перемогою в битві під Друмклог у 1679 році. Він мав лише невеликий загін кавалерії, але зумів перемогти значно переважаючі його сили повстанців ковенанторів. Сили і чисельність ковенанторів перевищувала загін Данді більше ніж у 4 рази. Потім він переміг ковенанторів у битві під Ботвелл Бриг, що відбулась 22 червня 1679 року в Ланаркширі. Ця перемога поклала край руху ковенанторів.
Король Джеймс VII призначив віконта Данді головнокомандуючим всіх збройних сил Шотландії. Джон Грехем - віконт Данді був до кінця вірний королю Джеймсу (Якобу) VII і руху якобітів і загинув у битві під Кіллікранкі з військами англійського короля Вільяма у 1689 році.

### XVIII століття - повстання якобітів
У 1715 році в Шотландії спалахнуло нове повстання якобітів. Клан Грехем не підтримав повстання якобітів, але і не підтримав урядові війська - лишився нейтральним. Після поразки руху якобітів у 1746 році і репресій проти учасників повстань клан Грехем не зачепили конфіскації та репресії. Вожді клану Грехем послідовно відстоювали права шотландців. Джеймс Грехем (Грем) - III герцог Монтроз домігся відміни у 1782 році горезвісного закону 1746 року про заборону носіння кілтів та інших атрибутів шотландських кланів.

## Замки клану Грехем
- Замок Мугдок (шотл. - Mugdock Castle) - замок був резиденцією вождів клану Грехем та герцогів Монтроз. Замок належав клану Грехем з XIII століття.
- Замок Буханан (шотл. — Buchanan Castle) — стоїть у Стірлінгширі, нині є резиденцією вождів клану Грехем.
- Замок Клайпоттс (шотл. - Claypotts Castle) -  належав септі Грахам Клаверхаус.
- Замок Далкейт (шотл. - Dalkeith Palace) - належав клану Грехем з XII століття, але потім був переданий клану Дуглас у 1350 році.
- Замок Майнс (шотл. - Mains Castle) - відомий ще як замок Фінтрі і замок Мережива. Спочатку належав клану Стюарт, але потім замок перейшов у власність клану Грехем у 1350 році. Потім замок був проданий в клану Ерскін у XIX столітті, а потім клану Кайрд. Пізніше замок був переданий у власність народу землі Данді і сьогодні це громадський парк та музей.
- Замок Інхталла (шотл. - Inchtalla Castle) - замок був резиденцією вождів клану Грехем, що були графами Ментейт.
- Замок Кінкардін (шотл. - Kincardine Castle) - замок Авхтерардер - це був потужний замок, що став власністю клану Грехем у 1250 році. Але цей замок зруйнував вождь клану Кемпбелл - граф Аргайл у 1646 році під час громадянської війни.
- Замок сера Джона де Грема (шотл. - Sir John de Graham Castle) - відомий як замок Грем або замок Дундафф. Був місцем народження легендарного сера Джона де Грема, що брав участь у битві під мостом Стірлінг у 1297 році.

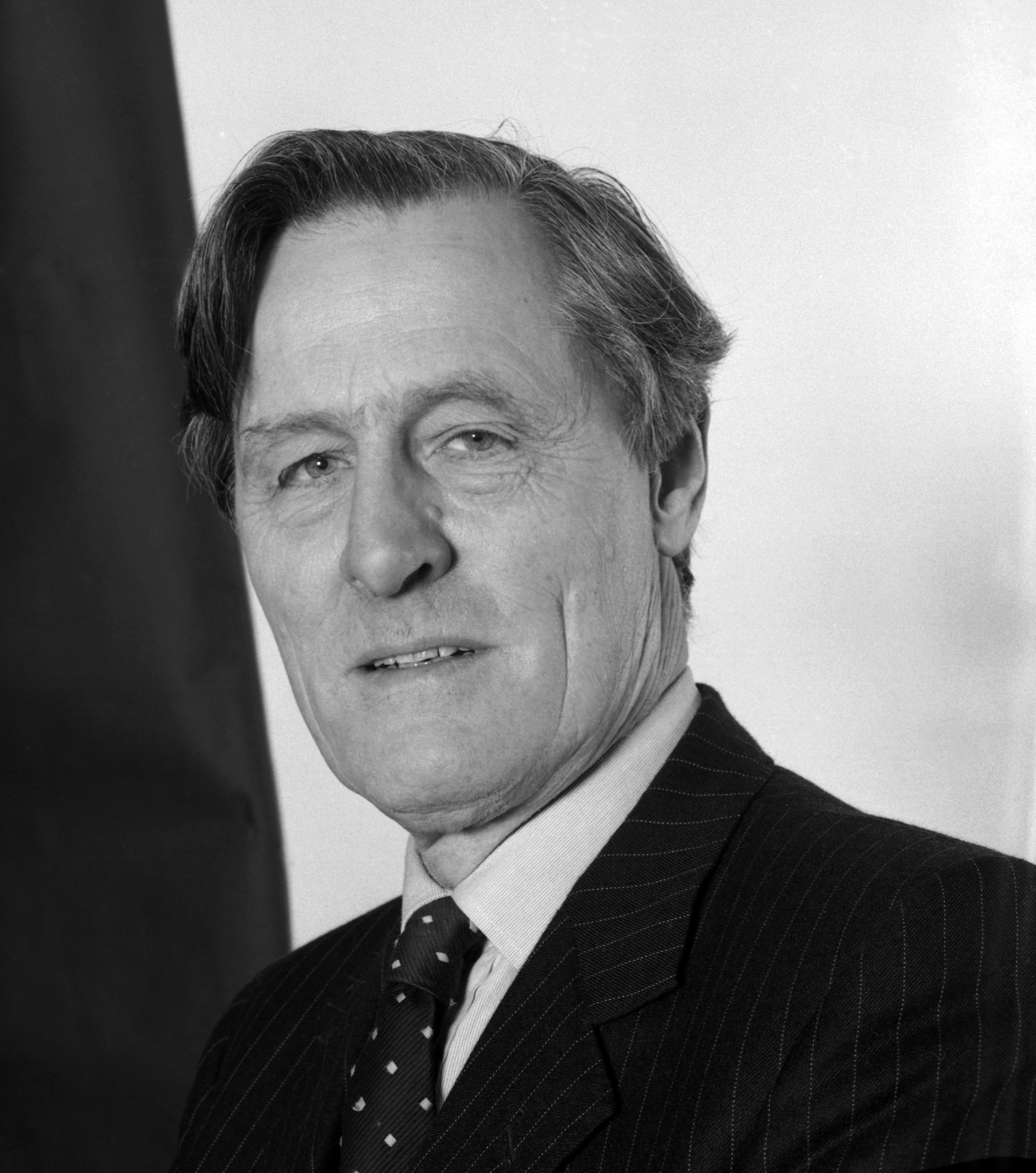
Джеймс Грехем, VIII герцог Монтроз.

## Вождь клану Грехем
Нинішнім вождем клану Грехем з 1992 року є Джеймс Гехем - герцог Монтроз, маркіз Грехем і Буханан, граф Кінкардін, віконт Дундафф, лорд Мугдок, Абертвен та Фінтрі, баронет Брако (шотл. - James, Duke of Montrose, Marquis of Graham and Buchanan, Earl of Kincardine, Viscount of Dundaff, Lord of Mugdock, Aberuthven and Fintrie, Baronet of Braco).

## Септи клану Грехем
Airth, Alirdes, Allardes, Allardice, Allardyce, Allerdyce, Alyrdes, Ardes, Auchinloick, Ballewen, Blair, Bonar, Bonnar, Bonner, Bontein, Bontine, Bontyne, Bountene, Buchlyrie, Buchlyry, Bullman, Buntain, Bunten, Buntin, Buntine, Bunting, Bunten, Buntin, Buntyn, Buntyng, Buting, Conyers, Crampshee, Cramsy, Cransie, Drumaguhassie, Drumagaassy, Drumaguhassle, Duchray, Duchwray, Dugalston, Durchray, Esbank, Fintraie, Fintray, Fintrie, Glennie, Glenny, Grame, Graeme, Grahame, Grahym, Grim, Grime, Grimes, Grimm, Hadden, Haddon, Haddin, Haldane, Halden, Hastie, Haldine, Hasty, Hastiy, Howden, Howe, Howie, Kilpatrich, Lingo, MacCribon, MacGibbon, MacGilvern, MacGilvernock, MacGilvernoel, MacGribon, MacGrime, MacGrimen, Macllvern, Macllvernock, MacKibben, MacKibbin, MacKibbins, MacPiot, MacPiott, MacPotts, MacRibon, MacRigh, MacRis, MacRiss, MacShile, MacShille, MacShillie, Maharg, Menteith, Monteith, Monzie, Orchille, Pitcarian, Piatt, Pyatt, Pye, Pyott, Reddoch, Reddock, Rednock, Riddick, Riddoch, Riddock, Serjeant, Sirowan, Sterling , Strowan, Strowen.